# 扁鬚紋胸鮡
扁鬚紋胸鮡，為輻鰭魚綱鯰形目鮡科的其中一種，為熱帶淡水魚類，分布於亞洲印度、巴基斯坦、尼泊爾及緬甸淡水流域，體長可達17.8公分，棲息在山區急流底層水域，生活習性不明。

## 扩展阅读
維基物種上的相關：扁鬚紋胸鮡